# Wojewodowie inowrocławscy

## Wojewodowiekujawsko-dobrzyńscyiKsięstwa kujawskiego
| Monarcha                                             | # | Wojewoda                                                                 | Portret | Herb | Lata sprawowania urzedu        | Lata życia                 |
| ---------------------------------------------------- | - | ------------------------------------------------------------------------ | ------- | ---- | ------------------------------ | -------------------------- |
| Bolesław Mieszkowic                                  | 1 | Henryk                                                                   |         |      | ok. 1194 – ok. 1195            |                            |
| Mieszko III Stary/ Leszek Biały/ Konrad I mazowiecki | 2 | Piotr Wszeborowic Stary ze Strzelna Piotr Wszeborowic Stary ze Skrzyńska |         |      | 1198                           | zm. przed 1216             |
| Konrad I mazowiecki                                  | 3 | Arnold                                                                   |         |      | marzec 1228 – 23 kwietnia 1228 |                            |
| Konrad I mazowiecki                                  | 4 | Krzesław Krystynowic Krzesław Krystynowic (z Piotrkowa, z Skrzyńska)     |         |      | ok. 17 września 1231 – 1232    |                            |
| Kazimierz I kujawski                                 | 5 | Jan Wilkowic Jan Wilkowic (z Izbicy)                                     |         |      | 30 czerwca 1236 – 2 lipca 1236 |                            |
| Kazimierz I kujawski                                 | 6 | Bogusza Bogusza (z Kościoła/Kościelca)                                   |         |      | 7 marca 1246 – 29 czerwca 1258 |                            |
| Kazimierz I kujawski                                 | 7 | NN.                                                                      |         |      | po 8 sierpnia 1259             |                            |
| Kazimierz I kujawski                                 | 8 | Wilk z Izbicy                                                            |         |      | 14 grudnia 1267                | zm. przed 22 kwietnia 1303 |

## Wojewodowieksięstwa inowrocławskiego
| Monarcha | # | Wojewoda                                           | Portret | Herb | Lata sprawowania urzędu                           | Lata życia               |
| --- | - | -------------------------------------------------- | ------- | ---- | ------------------------------------------------- | ------------------------ |
| Ziemomysł inowrocławski                                                                                            | 1 | Maciej Kobiela                                     |         |      | przed 11 października 1268 – 16 października 1280 |                          |
| Ziemomysł inowrocławski/ Salomea pomorska/ Leszek inowrocławski/ Przemysł inowrocławski/ Kazimierz III gniewkowski | 2 | Jarosław z Łojewa                                  |         |      | 31 marca 1282 – 27 kwietnia 1292                  | zm. po 27 kwietnia 1292  |
| Leszek inowrocławski/ Przemysł inowrocławski/ Kazimierz III gniewkowski                                            | 3 | Bronisz z rodu Pomianów                            |         |      | 8 maja 1294 – 22 listopada 1311                   |                          |
| Leszek inowrocławski/ Przemysł inowrocławski                                                                       | 4 | Jan Bezdziadowic z Kołudy                          |         |      | 12 października 1314/10 maja 1315 – 1326          | zm. przed 6 grudnia 1328 |
| Przemysł inowrocławski/ Kazimierz III Wielki                                                                       | 5 | Jan z Płonkowa Jan, Jasiek, z Płomykowa (Płonkowa) |         |      | ok. 1328 – 25 lipca 1343                          | zm. po 1345              |

## Wojewodowiewojewództwa inowrocławskiego
| Monarcha                                                        | #  | Wojewoda                                                                                                   | Portret | Herb | Lata sprawowania urzędu                               | Lata życia                                        |
| --------------------------------------------------------------- | -- | --- | ------- | ---- | ----------------------------------------------------- | ------------------------------------------------- |
| Kazimierz III Wielki/ Kazimierz IV słupski                      | 1  | Mościc ze Ściborza Nazywany wojewodą gniewkowskim.                                                         |         |      | 1353 – 1375                                           | zm. przed 1383                                    |
| Władysław Opolczyk/ Jadwiga Andegaweńska/ Władysław II Jagiełło | 2  | Włodek z Danaborza Nazywany wojewodą gniewkowskim, kujawskim i inowrocławskim.                             |         |      | 17 lutego 1386 – 9 kwietnia 1396                      | zm. przed 23 października 1387                    |
| Jadwiga Andegaweńska/ Władysław II Jagiełło                     | 3  | Maciej Maczuda z Małego Lubstowa Nazywany wojewoda gniewkowskim, inowrocławskim i (pośmiertnie) bydgoskim. |         |      | 17 maja 1398 – 16 stycznia 1407                       | zm. przed 25 czerwca 1408/sierpień 1408           |
| Władysław II Jagiełło                                           | 4  | Maciej z Łabiszyna Nazywany wojewodą inowrocławskim i gniewkowskim.                                        |         |      | 10 kwietnia 1409 – 20 października 1411               | ok. 1370 – 1430                                   |
| Władysław II Jagiełło                                           | 5  | Janusz z Kościelca Janusz z Kościelca, Skępego Nazywany wojewodą inowrocławskim i gniewkowskim.            |         |      | 30 maja 1412 – 13 lutego 1426                         | zm. 15 kwietnia 1426                              |
| Władysław II Jagiełło/ Władysław III Warneńsczyk                | 6  | Jarand z Grabi i Brudzewa                                                                                  |         |      | 7 maja 1426 – 13 sierpnia 1439                        | ok. 1380 – po. 1452                               |
| Władysław III Warneńczyk/ Kazimierz IV Jagiellończyk            | 7  | Bogusław ze Służewa i Oporowa                                                                              |         |      | 12 stycznia 1440 – 5/25 lipca 1452                    |                                                   |
| Kazimierz IV Jagiellończyk                                      | 8  | Mikołaj (I) Kościelecki Mikołaj (I) Kościelecki ze Skępego                                                 |         |      | 12 listopada 1453 – 20 września 1457                  | ok. 1405 – przed 12 stycznia 1480                 |
| Kazimierz IV Jagiellończyk                                      | 9  | Jan (I) Kościelecki                                                                                        |         |      | 3 grudnia 1457 – 6 września 1474                      | 1415, Kościelec – zm. 25 października 1474        |
| Kazimierz IV Jagiellończyk                                      | 10 | Andrzej Kretkowski                                                                                         |         |      | 8 sierpnia 1475 – 9 lutego 1480                       | zm. przed 3 lipca 1480                            |
| Kazimierz IV Jagiellończyk                                      | 11 | Jan (I) z Oporowa                                                                                          |         |      | 11 maja 1480 – 15 lipca 1484                          | zm. 7 lutego 1494                                 |
| Kazimierz IV Jagiellończyk                                      | 12 | Mikołaj Działyński                                                                                         |         |      | 16 grudnia 1484 – 28 listopada 1490                   | zm. 1491                                          |
| Kazimierz IV Jagiellończyk/ Jan I Olbracht                      | 13 | Maciej ze Służewa                                                                                          |         |      | 2 września 1491 – 4 sierpnia 1494                     |                                                   |
| Jan I Olbracht                                                  | 14 | Jan Kościelecki                                                                                            |         |      | 14 lutego 1498 – 1 sierpnia 1498                      | zm. 1498                                          |
| Jan I Olbracht                                                  | 15 | Mikołaj (II) Kościelecki                                                                                   |         |      | 10 listopada 1499 – 19 czerwiec 1501                  | zm. ok. 1510                                      |
| Aleksander Jagiellończyk/ Zygmunt I Stary                       | 16 | Mikołaj Kretkowski                                                                                         |         |      | 3 października 1501 – ok. 12 października 1510        | zm. 1519/1520                                     |
| Zygmunt I Stary                                                 | 17 | Stanisław Kościelecki                                                                                      |         |      | 12 października 1511 – ok. 18 października 1520       | 1460, Kościelec – 1534, Sokołów                   |
| Zygmunt I Stary                                                 | 18 | Mikołaj Kościelecki                                                                                        |         |      | 18 października 1520 – 7 stycznia 1522                | 1485, Kościelec – 1535                            |
| Zygmunt I Stary                                                 | 19 | Hieronim Łaski właśc. Hieronim (Jarosław) Łaski                                                            |         |      | 9 stycznia 1522 – ok. 13 grudnia 1523                 | 27 września 1496, Łaski – 22 grudnia 1541, Kraków |
| Zygmunt I Stary                                                 | 20 | Andrzej Oporowski                                                                                          |         |      | 13 grudnia 1523 – 24 lutego 1525                      | zm. 1540                                          |
| Zygmunt I Stary                                                 | 21 | Jan Oporowski                                                                                              |         |      | lutego 1525 – 6 września 1532                         | zm. przed 28 czerwca 1540                         |
| Zygmunt I Stary                                                 | 22 | Stanisław Tomicki                                                                                          |         |      | 29 września 1532 – ok. 25 listopada 1535              |                                                   |
| Zygmunt I Stary                                                 | 23 | Janusz Latalski Jan, Janusz, Latalski                                                                      |         |      | 25 listopada 1535 – 17 kwietnia 1538                  | zm. 1557                                          |
| Zygmunt I Stary                                                 | 24 | Jan Janusz Kościelecki Jan, Janusz, Kościelecki                                                            |         |      | ok. 8 maja 1538 – 28 czerwca 1540                     | 1490, Kościelec – 1545                            |
| Zygmunt I Stary                                                 | 25 | Mikołaj Potulicki                                                                                          |         |      | 28 czerwca 1540 – 20 grudnia 1542                     | zm. przed 11 listopada 1545                       |
| Zygmunt I Stary/ Zygmunt II August                              | 26 | Jan Janusz Kościelecki Jan, Janusz, Kościelecki                                                            |         |      | 20 grudnia 1542 – 6 kwietnia 1552                     |                                                   |
| Zygmunt II August                                               | 27 | Andrzej Krotoski                                                                                           |         |      | ok. 6 kwietnia 1552 – 1 maja 1553                     | zm. przed 3 grudnia 1555                          |
| Zygmunt II August                                               | 28 | Andrzej Kościelecki                                                                                        |         |      | 24 kwietnia 1553 – 28 października 1553/14 marca 1554 | 1522, Kościelec – 1565                            |
| Zygmunt II August                                               | 29 | Bartłomiej Zebrzydowski                                                                                    |         |      | 14/16 marca 1554 – 4 kwietnia 1558                    |                                                   |
| Zygmunt II August                                               | 30 | Jan Służewski                                                                                              |         |      | 2 listopada 1558 – 1 marca 1559                       | zm. przed 6 marca 1581                            |
| Zygmunt II August                                               | 31 | Mikołaj Sokołowski                                                                                         |         |      | 1561 – 22 marca 1563                                  |                                                   |
| Zygmunt II August/ Henryk III Walezy/ Stefan Batory             | 32 | Jan Krotoski                                                                                               |         |      | 22 marca 1563 – 3 marca 1578                          | zm. przed 10 września 1578                        |
| Stefan Batory                                                   | 33 | Piotr Smerzyński                                                                                           |         |      | 10 wrzesień 1578 – przez 28 czerwca 1582              | zm. przez 28 czerwca 1582                         |
| Stefan Batory/ Zygmunt III Waza                                 | 34 | Jan Spławski                                                                                               |         |      | 28 października 1583 – 25 czerwca 1601                | zm. 25 czerwca 1601 a 25 kwietnia 1602            |
| Zygmunt III Waza                                                | 35 | Michał Działyński                                                                                          |         |      | 25 kwietnia 1602 – 23 maja 1608                       | ok. 1560 – 29 kwietnia 1617                       |
| Zygmunt III Waza                                                | 36 | Jan Gostomski                                                                                              |         |      | 1611 – 2 stycznia 1620                                | ok. 1576 – 12 marca 1623                          |
| Zygmunt III Waza                                                | 37 | Zygmunt Grudziński                                                                                         |         |      | po 9 stycznia 1621 – 2 sierpnia 1628                  | 1568/1572 – 1653, Złotów                          |
| Zygmunt III Waza                                                | 38 | Stanisław Przyjemski                                                                                       |         |      | 30 lipca 1628 – 1630                                  | zm. 1642                                          |
| Zygmunt III Waza/ Władysław IV Waza/ Jan II Kazimierz Waza      | 39 | Hieronim Radomicki                                                                                         |         |      | 7 stycznia 1630 – 30 marca 1652                       | 1596 – 30 marca 1652, Żerków                      |
| Jan II Kazimierz Waza                                           | 40 | Jakub Hieronim Rozdrażewski                                                                                |         |      | 18 sierpnia 1655 – przed 12 kwietnia 1662             | ok. 1621 – kwiecień 1662                          |
| Jan II Kazimierz Waza                                           | 41 | Jan Opaliński                                                                                              |         |      | 12 kwietnia 1662 – 1665                               | 1629 – 18 lutego 1684                             |
| Jan II Kazimierz Waza                                           | 42 | Krzysztof Jan Żegocki                                                                                      |         |      | 3 lutego 1666 – 1667/8                                | 1618, Rostarzewo – 11 sierpnia 1673, Gościeszyn   |
| Michał Korybut Wiśniowiecki/ Jan III Sobieski                   | 43 | Paweł Ludwik Szczawiński                                                                                   |         |      | 15 października 1669 – 7 sierpnia 1678                | zm. przed 20 kwietnia 1679                        |
| Jan III Sobieski                                                | 44 | Jakub Olbracht Szczawiński                                                                                 |         |      | 20 kwietnia 1679 – 11 czerwca 1686                    | zm. przed 6 lutego 1688                           |
| Jan III Sobieski                                                | 45 | Stanisław Jaksa Bykowski                                                                                   |         |      | 21 marca 1688 – 29 marca 1695                         | zm. po 1695                                       |
| Jan III Sobieski/ August II Mocny                               | 36 | Franciszek Zygmunt Gałecki                                                                                 |         |      | 28 września 1697 – 3 lutego 1703                      | 1645 – 1711                                       |
| August II Mocny/ Stanisław Leszczyński/ August II Mocny         | 47 | Maciej Radomicki                                                                                           |         |      | 8 lutego 1703 – 15 stycznia 1726                      | 1648 – 24 września 1728                           |
| August II Mocny                                                 | 48 | Jan Antoni Radomicki                                                                                       |         |      | 15 stycznia 1726 – 27 kwietnia 1728                   | 1690, Kalisz – 27 kwietnia 1728, Lublin           |
| August II Mocny/ Stanisław Leszczyński/ August III Sas          | 49 | Ludwik Bartłomiej Szołdrski                                                                                |         |      | 14 maja 1729 – 16 sierpnia 1748                       | 1675, Czempiń – 18 kwietnia 1749 tamże            |
| August III Sas                                                  | 50 | Władysław Józef Szołdrski                                                                                  |         |      | 16 sierpnia 1748 – 15 sierpnia 1757                   | zm. 15 sierpnia 1757                              |
| August III Sas                                                  | 51 | Andrzej Hieronim Zamoyski Andrzej (Jędrzej) Hieronim Franciszek Zamoyski                                   |         |      | 21 sierpnia 1757 – 14 grudnia 1764                    | 12 lutego 1716, Bieżuń – 10 lutego 1792, Zamość   |
| Stanisław August Poniatowski                                    | 52 | Andrzej Moszczeński Andrzej Mosczyński                                                                     |         |      | 14 grudnia 1764 – 18 grudnia 1783                     | 1717 – 18 grudnia 1783                            |
| Stanisław August Poniatowski                                    | 53 | Józef Mycielski                                                                                            |         |      | 10 stycznia 1784 – 22 października 1789               | 1733, Leszno – 19 października 1789 Wrocław       |
| Stanisław August Poniatowski                                    | 54 | Piotr Alkantary Sumiński                                                                                   |         |      | 29 listopada 1790 – 1793/1801                         | 1751 – 3 grudnia 1801                             |